# ProSieben Austria
ProSieben Austria ist die Österreich-Version des deutschen Privatsenders ProSieben. Der Sender ist empfangbar über alle österreichischen Kabelnetze (DVB-C) sowie mittels digitalem Satellitenreceiver (DVB-S). Bei bestimmten Inhalten wird das ProSieben-Programm mit österreichischen Programminhalten überblendet.
Neben österreichischem Frühstücksfernsehen bietet ProSieben Austria österreichische Nachrichten, Society-, Talk- und Wettersendungen sowie Wissensmagazine an. Mit dem ProSieben Austria Text wird auch ein vollkommen eigenständiger Teletext angeboten, der allerdings nur selten aktualisiert wird.
Die Österreich-Version von ProSieben sendet Filme und Serien auch im Dolby-Digital-Mehrkanalton und bietet einen österreichischen Electronic Program Guide, kurz EPG. Zudem werden die deutschen Werbefenster durch österreichische Werbung ersetzt. Seit November 2008 wird auch das Österreichfenster im 16:9-Format gesendet.
Der Internet-Auftritt ProSieben.at bietet umfangreiche Informationen zu den Themen Unterhaltung, Lifestyle, Kino, Musik und Games.
Seit September 2011 ist die hochauflösende Simulcast-Variante ProSieben Austria HD im "HD-Austria"-Paket der Bezahlplattform HD Austria zu empfangen.

## Senderlogos

Logo von ProSieben Austria
Logo von ProSieben Austria HD bis zum 11. Februar 2015
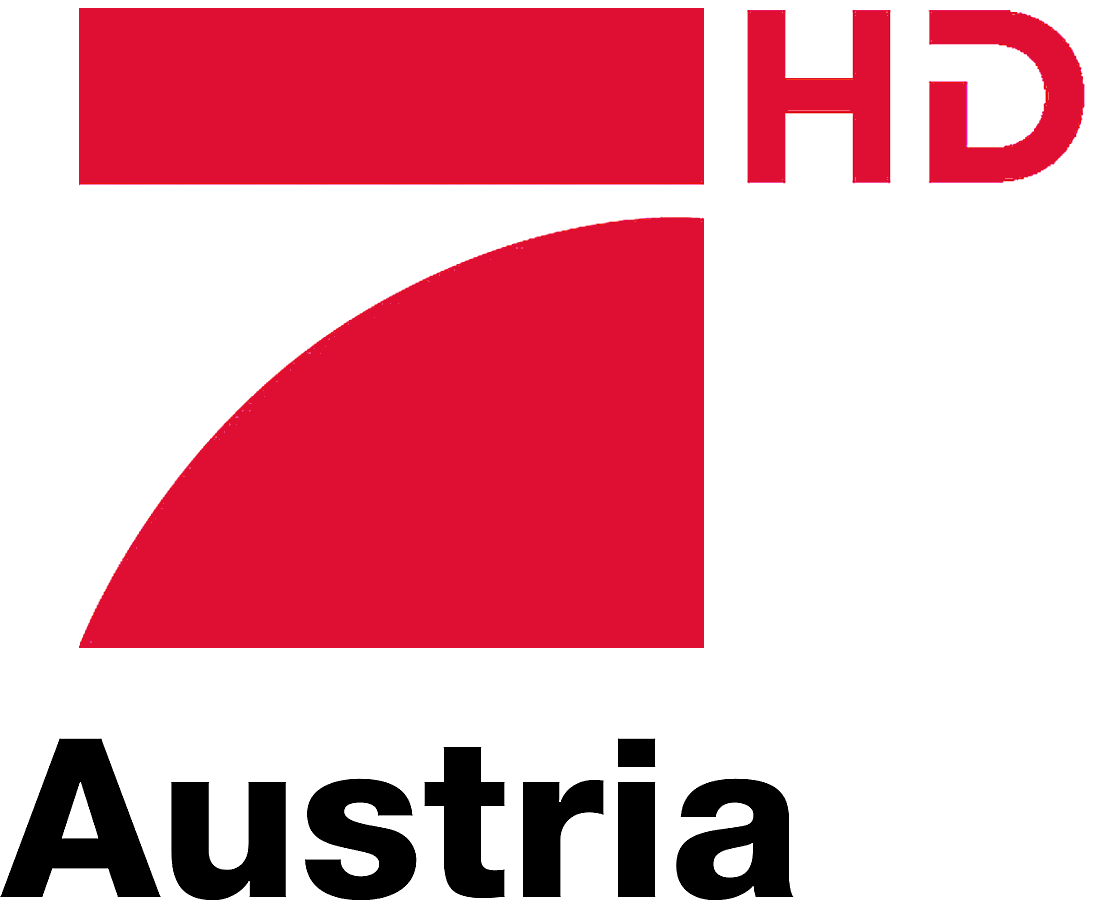
Logo von ProSieben Austria HD seit 12. Februar 2015
Aktuelles Logo von ProSieben Austria

## Kritik
Da die Überblendungen nicht nur die Werbefenster betreffen, kann zeitweise das deutsche Originalprogramm nicht mehr empfangen werden. Wollen Zuschauer alle Inhalte des deutschen Originalprogramms sehen, müssen sie hierfür auf Satellitenempfang ausweichen. Dies hat in Österreich bei Kabelkunden eine Vielzahl von Beschwerden nach sich gezogen. Andere Kunden beschwerten sich hingegen darüber, dass Inhalte wie taff und Galileo für eine österreichische Version des Senders zu sehr Deutschland im Fokus haben.

## Österreich-Sendungen
Diese Sendungen können nur auf ProSieben Austria gesehen werden.
| Name der Sendung      | Genre               |
| --------------------- | ------------------- |
| Café Puls             | Frühstücksfernsehen |
| ProSieben AustriaNews | Nachrichten         |
| PINK! Weekend         | Boulevardmagazin    |

Weitere Sendungen befinden sich in der Liste von ProSieben-Sendungen.

## Moderatoren
| Moderator            | Sendung                              |
| -------------------- | ------------------------------------ |
| Florian Danner       | AustriaNews am Wochenende, Café Puls |
| Fabian Kissler       | AustriaNews am Wochenende, Café Puls |
| Sabine Loho          | PINK! Weekend                        |
| Norbert Oberhauser   | Café Puls                            |
| Andreas Seidl        | Café Puls                            |
| Johanna Setzer       | Café Puls                            |
| Bianca Schwarzjirg   | Café Puls                            |
| Alexander Schweitzer | AustriaNews                          |
| Christian Stephan    | Café Puls                            |
| Jürgen Peindl        | AustriaNews                          |